# Khazarer
För folkslaget i Afghanistan, se hazarer.

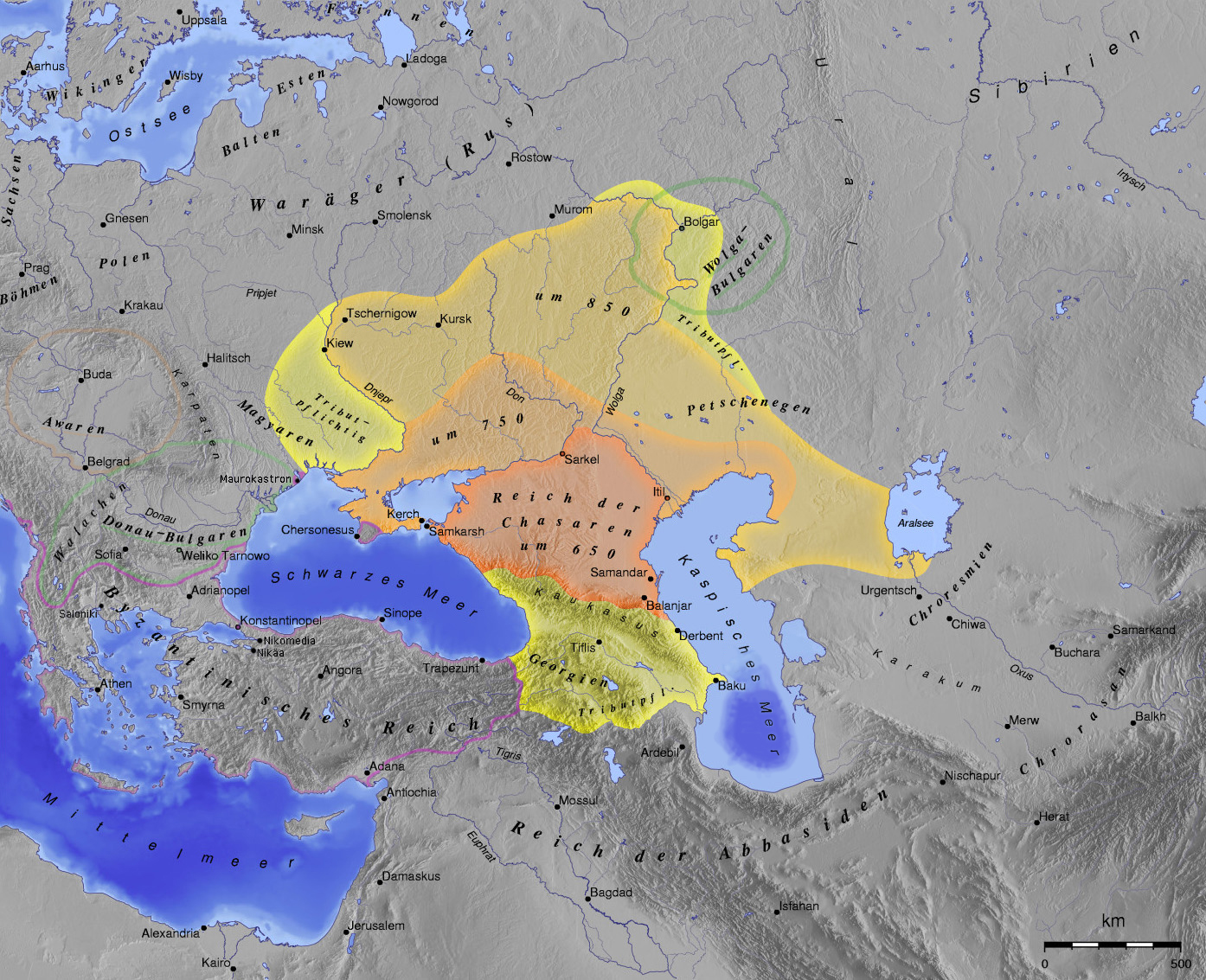
Karta över khazarkhanatets ungefärliga utbredning.

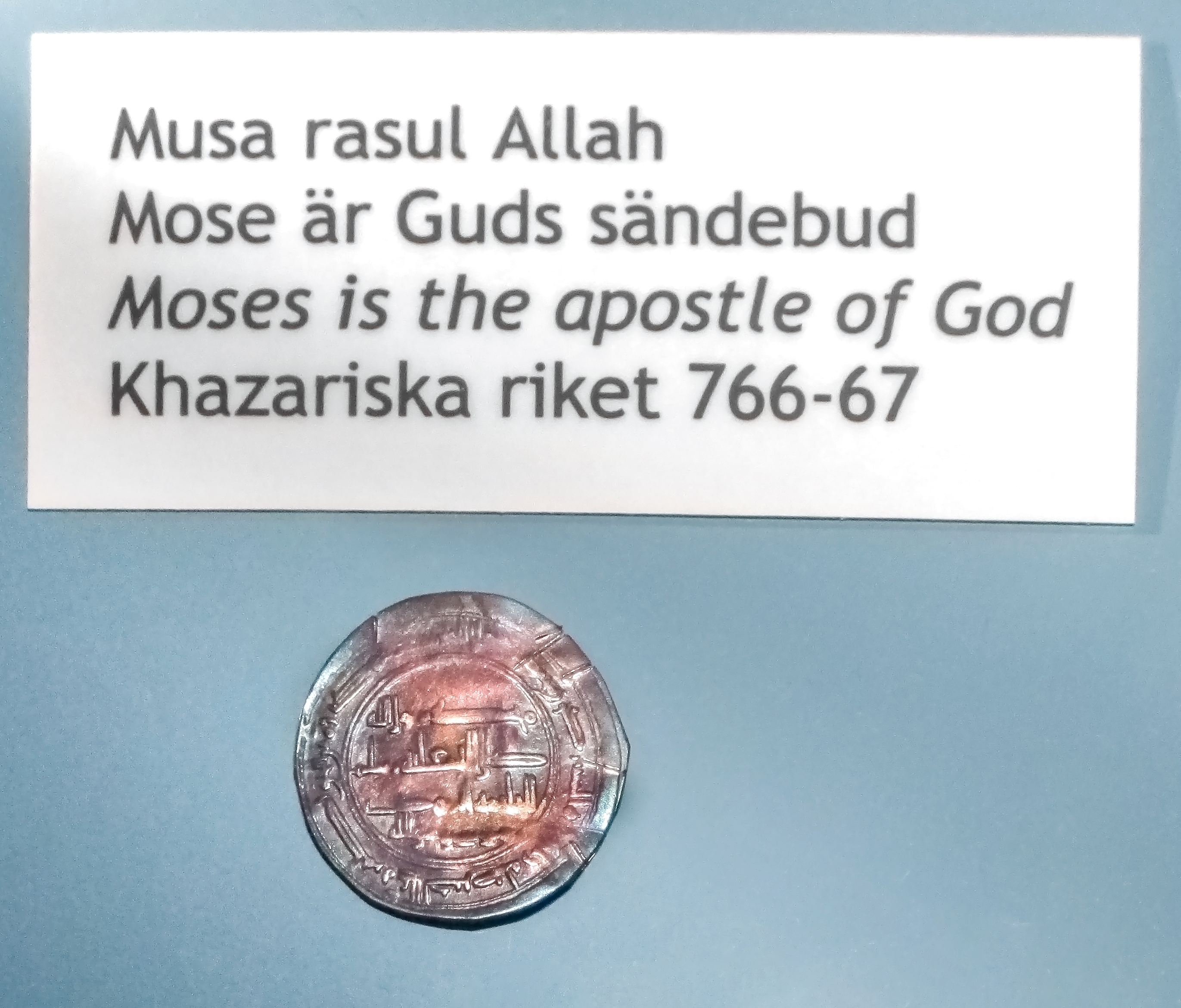
Det s.k. "Mosesmyntet" som hittades i Spillings på Gotland.

Khazarer var en folkgrupp som under första årtusendet e. Kr. bebodde landet norr om Kaukasus mot Volgas och Dons nedre lopp i nuvarande Ryssland. 
Khazarerna var ett turkiskt folk som omtalas första gången i historien år 198, då de anföll armeniskt område, men tillbakaslogs. De slöt sig 363 till kejsar Julianus vid hans infall i Persien. Sedermera blev "Khazarien" en del av Attilas vidsträckta rike och bestämdes 448 till underhållsland åt hans äldste son. I början av 500-talet var Volgas deltaland deras kärnområde. Under det följande århundradet underkuvade de bulgarerna vid mellersta Volga och tog herraväldet över Krim och Azovska sjön. Riket sträckte sig längs hela östra kusten av Kaspiska havet ("Khazarernas hav").
Kazarernas stora rike omfattade folk av mycket olika härkomst och deras överhuvud och hövdingar hade härskartiteln khagan. Khazarerna var ett i religiöst avseende tolerant folk. Särskilt mottog de vänligt de från Konstantinopel fördrivna judarna, vilka bidrog till förbättrad handel och förmådde den ledande dynastin på 800-talet att antaga judendomen. Khazarriket blev en bufferstat mellan det kristna  Bysans och de expanderande muslimerna och spelade en betydande roll för handeln mellan Orienten och Europa, genom vilken slavhandeln i Khazarriket ägde rum. Även vikingarna kom i kontakt med khazarriket.
Kazarerna blev magyarernas åttonde stam innan de erövrade Centraleuropa och skapade det som sedermera skulle bli Kungariket Ungern.
På 900-talet gick det emellertid tillbaka med khazarriket och Kievriket under Svjatoslav I tillfogade khazarerna ett allvarligt nederlag 965. En sista återstod av riket som fanns kvar på Krim tillintetgjordes 1016 av Kievriket och bysantiner i förening.
Några av khazar-judarna konverterade senare till islam, men andra förblev judar. År 1161 skrev Abraham ibn Daud, en sefardisk jude, att han hade träffat khazariska judar som studerade judendomen i Toledo i Spanien. Ett dokument från medeltida Konstantinopel intygar att det var flera khazariska judar som bodde i förorten som heter Pera. Genetiska bevis tyder på att khazar-judar med haplogrupperna N9a3a1b1 (mitokondrie-DNA, eller mtDNA), A-a1b3a (mtDNA), och G2a-FGC1093 (Y-DNA) flyttade västerut in i slaviska länder och Kungariket Ungern där de gifte sig med ashkenaziska judar.